# Émile Mpenza
Émile Mpenza   (Brussel·les, 4 de juliol de 1978) és un exfutbolista belga. És germà del també futbolista Mbo Mpenza.

## Selecció de Bèlgica
Va formar part de l'equip belga a la Copa del Món de 1998. Fou jugador del Manchester City FC.